# 112 Ifigenija
112 Ifigenija (mednarodno ime je 112 Iphigenia, starogrško starogrško Ἰφιγένεια: Ifigéneia) je velik in izredno temen asteroid tipa DCX (kombinacija D, C in X po Tholenu) v glavnem asteroidnem pasu.

## Odkritje
Asteroid je 19. septembra 1870 odkril Christian Heinrich Friedrich Peters (1813 – 1890).. Poimenovan je po Ifigeniji, hčerki Agamemnona in Klitemnestre v grški mitologiji.

## Lastnosti
Asteroid Ifigenija obkroži Sonce v 3,80 letih. Njegova tirnica ima izsrednost 0,128, nagnjena pa je za 2,606° proti ekliptiki. Njegov premer je 72,2 km..